# محمد بن إسماعيل العظمة
محمد بك بن إسماعيل العظمة (1778م/1192هـ - 1861م/1278هـ)،

## حياته ونشأته
اسمه الكامل محمد بن إسماعيل بن إبراهيم بن إسماعيل باشا بن محمد بك بن حمدان بن حسين بن موسى بن محمد بن حسن بك آل العظمة.
وُلد محمد بك في دمشق عام 1778م في أسرة شغل العديد من أفرادها مناصب عليا في الدولة العثمانية. كان والده، إسماعيل باشا، أحد وجهاء دمشق البارزين، وتقلد مناصب مهمة في الإدارة العثمانية. نشأ محمد بك في بيئة أرستقراطية ثقافية، حيث حصل على تعليم جيد.

## السياسة والإدارة
بدأ محمد بك مسيرته في خدمة الدولة العثمانية منذ شبابه، حيث شغل مناصب متنوعة أثبت خلالها كفاءته في الإدارة. انضم إلى المجلس الكبير، وهو أعلى هيئة استشارية وإدارية في دمشق، وكان من أبرز أعضائه.

## التجارة والزراعة
بجانب أدواره السياسية، عمل في الزراعة وفي التجارة، وكان ناجحا في ذلك كله. وأصبحت أسرته من مالك الأراضي، التي أشرف على إدارتها بشكل ناجح.

#### الصفات الشخصية والإنجازات
- هو أول من لبس الطربوش بالشام، ألبسه إياه سعيد باشا المصري، صهر السلطان العثماني محمد، وقال له: هذه هدية عمي.
- نُفي إلى قبرص مع عدد من أعيان مجلس الإيالة العثماني، عقب فتنة النصارى سنة 1860.

#### وفاته وإرثه
توفي محمد بك في دمشق عام 1861م، ودُفن في مسجد المغوّصة بجوار عدد من أعلام دمشق.

#### علاقاته الأسرية
- والده: إسماعيل باشا بن إبراهيم بك، الذي كان أحد أعلام دمشق البارزين.
- جدّه: إبراهيم بك، الذي تقلد زعامة الجند وتولى منصب نائب إيالة الشام.
- زوجته: السيدة آمنة بنت بكري بن عبد الرحمن الصواف، إحدى سيدات دمشق المرموقات.